# Римско-парфянская война 161—166
Римско-парфянская война 161—166 годов — борьба между Римской империей и Парфией. Завершилась в 166 году после победоносных кампаний римлян в Месопотамии, Мидии и разграбления Селевкии и Ктесифона.

## Предыстория конфликта. Отношения между Римом и Парфией к 161 году
После победоносной, но затратной и в итоге бесполезной кампании Траяна, римляне вынуждены были отказаться от завоеваний в  Ассирии и Месопотамии, которых не могли удержать. Императоры Адриан и Антонин Пий придерживались политики сохранения статус-кво и мирного сосуществования с Парфией.
Тем временем, очередная междоусобица в Парфии прекратилась, и на престол взошёл Вологез III, горевший желанием отомстить за поражения и вернуть под парфянское владычество престол. Он потребовал от императора Антонина Пия, кроме того, вернуть ему золотой трон деда, увезённый из Ктесифона Траяном. Известно, что парфянский царь подготавливал войну против Римской империи при Антонине и подстрекал владетеля Осроены. Однако только в конце своего правления сам Антонин Пий решил устроить упреждающий поход против Парфянского царства. Найденная в среднеиталийском городе Сепинуме надпись рассказывает, что император отправил своего легата Луция Нерация Прокула в Сирию с подкреплением и поручением подготовить войну против Парфии (лат. ob bellum Parthicum). В конце концов, император Антонин предотвратил нападение парфян на Сирию дипломатическим путём. Однако напряжённость сохранялась.

## Начало войны 161 года. Вторжение парфян в Сирию

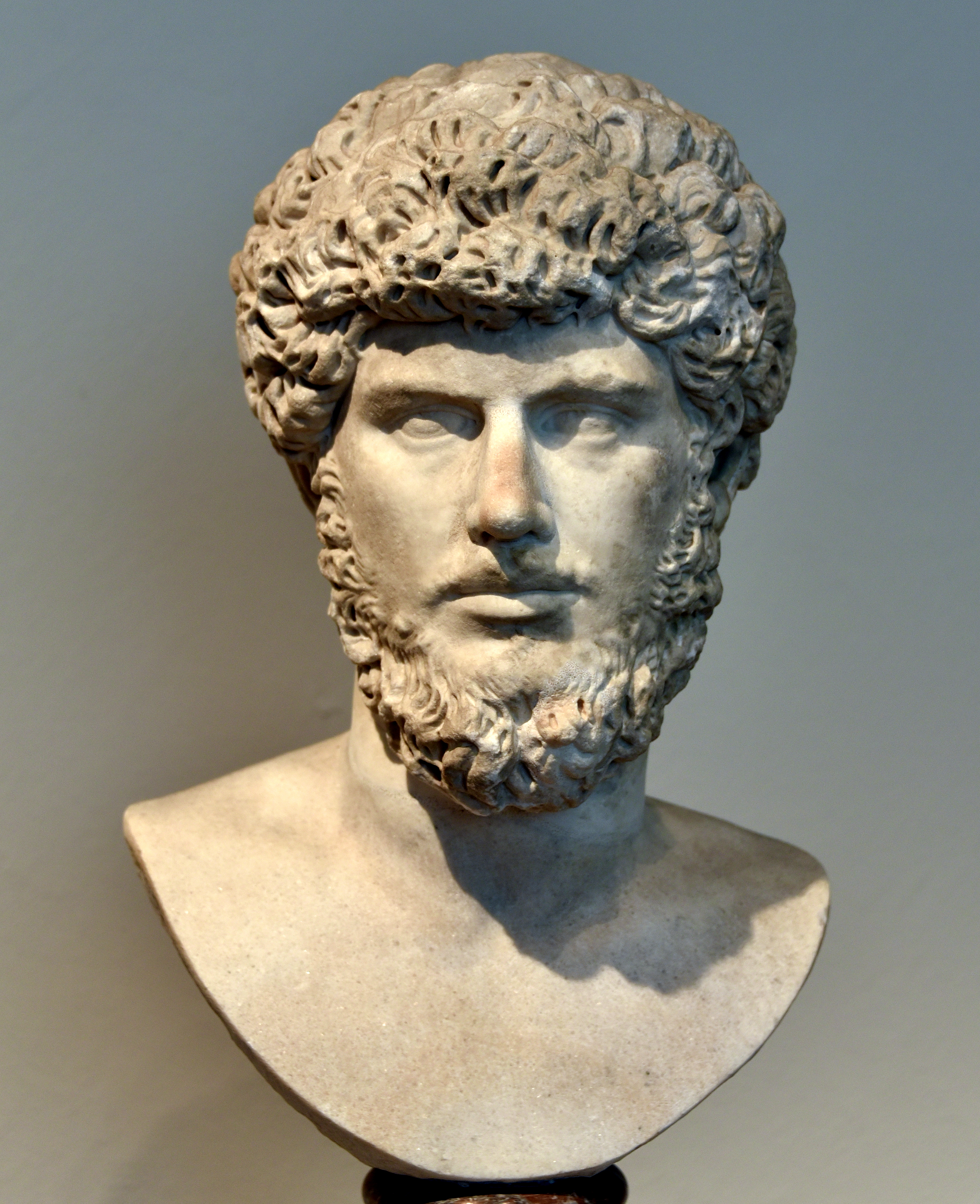
Луций Вер

Получив известие о смерти императора Антонина Пия (март 161 года), парфяне вторглись в Сирию в конце лета или начале осени 161 года, свергли сирийского царя Сохемоса, римского клиента, с помощью симпатизировавшей им части сирийской знати, и утвердили на сирийском престоле своего ставленника Бакура I. Наместник граничившей с Сирией римской провинции Каппадокия Марк Седаций Севериан, в обязанности которого входило, кроме охраны границы, также и поддержание статус-кво в соседней Сирии, вторгся с одним легионом (возможно, IX Испанский легион) в эту страну с целью вытеснить парфян. Однако в трёхдневном сражении при Элегее римское войско было уничтожено, а Севериан покончил жизнь самоубийством.
Одновременно парфяне вторглись в Сирию и разбили её наместника Л. Аттидия Корнелиана, заняли римский берег Евфрата, хотя о проникновении парфян глубоко внутрь имперских владений говорить не приходится.
Тем временем в Риме власть перешла к наследникам Антонина — Марку Аврелию и его соправителю Луцию Веру. Несмотря на отсутствие военного опыта, Марк Аврелий (так как Луций Вер предавался больше развлечениям и разврату, чем заботам управления империей) сделал мудрое военное назначение: направил в Каппадокию бывшего тогда наместником Британии Стация Приска — опытного легата, имевшего как военный, так и опыт гражданского управления.
Вместе с Приском в Каппадокию были посланы подкрепления, три полных легиона: X Парный легион, II Вспомогательный легион, V Македонский легион и вексилляция I легиона Минервы. Таким образом, вкупе с постоянно квартирующими в Каппадокии XV Аполлоновым и XII Молниеносным легионами ко вторжению в Сирию создавалась солидная группировка.
В Сирию вместо разбитого Корнелиана был послан наместником Марк Анний Либон, консул 161 года, в противоположность Приску, никакими воинскими талантами не обладавший, но являвшийся двоюродным братом Марка Аврелия, который предпочёл иметь пусть неопытного, но верного и связанного с ним родством человека в такой богатой и важной для римлян провинции, как Сирия.

## Луций Вер на Востоке. Подготовка римлян к наступлению. 162—163 годы
Зимой 161/162 годов в Сирии началось брожение, и было решено, что необходимо отправить на Восток соправителя Марка Аврелия — Луция Вера, чтобы укрепить там римскую власть. Выбор был обоснован по следующим причинам. Во-первых, потому, что Вер, в силу своего здоровья и физического развития более подходил для военных действий и мог легко перенести путешествие на другой конец империи, а во-вторых, потому, что дальнейшее пребывание соправителя в Риме, сопровождавшееся разнузданной жизнью и дебошами, компрометировало власть. Отправка на войну могла изменить образ жизни и поведение Луция Вера. Так или иначе, участь соправителя была решена. Марк же оставался в Риме, занимаясь делом управления всей империи.
С Вером на Восток отправились многие высокопоставленные лица: один из префектов претория Фурий Викторин, сенаторы Марк Понтий Лелиан Ларций Сабин, Марк Лаллий Басс и часть преторианской гвардии. Это были опытные люди, сведущие в военном деле и гражданском управлении, знакомые с обстановкой на Востоке: так, префект претория Викторин ранее был прокуратором Галатии, более того, Лелиан — наместником Сирии в 153 году. Кроме того, для путешествия были задействованы корабли Мизенского флота.

Армянское царство около 150 года.

Тем не менее, несмотря на всю серьёзность положения, Вер направлялся в Сирию неспешно: летом 162 года он отбыл из Рима, чтобы сесть на корабль в Брундизии. По дороге он предавался охоте и в Апулии заболел. Затем он переправился в Элладу, надолго остановившись в Коринфе. В Афинах он встречался с Геродом Аттиком. В Элевсине принял участие в знаменитых мистериях. В Эфесе он гостил у местного аристократа Ведия Антонина, а потом неожиданно остановился в Эритрах у местной сивиллы. Затем путь императора прошёл через Эгейское море, не пропуская ни одного курорта Ликии, Памфилии и Киликии. В Антиохию, назначенную ставкой для восточных армий, он прибыл только к концу года.
Вопреки ожиданиям Марка Аврелия и других, в Сирии соправитель продолжил свой вызывающий образ жизни. Большую часть времени Луций Вер проводит в Антиохии, лето — в роскошном антиохийском предместье Дафна, а зимует в городе Лаодикее Приморской. В Антиохии Вер вступил в связь со знаменитой тогда гетерой Пантеей из города Смирна, которая заставила Луция сбрить бороду, сделав его посмешищем в глазах сирийцев. Луций Вер предавался пирам, игре в кости и развлечениям, выписывал любимых актёров из Рима, постоянно интересовался делами своей ипподромной партии в Риме (Вер покровительствовал «зелёным» и даже взял с собой статую одной из лошадей этой команды — Волусера). Он даже инкогнито посещал ночью таверны и кабаки и затевал драки. С другой стороны, лишь часть из этих свидетельств может заслуживать внимание, так как, возможно, имела целью оттенить добродетели Марка Аврелия. Так, один из учителей Луция Вера, ритор Фронтон, состоявший во время этой военной кампании с ним в переписке, наоборот, утверждает, что его ученик был постоянно в курсе состояния армии, регулярно её инспектировал.
Между тем было понятно, что сирийская армия утратила за долгие годы мира на границе дисциплину и воинский дух, и вследствие этого потерпела поражение. Поэтому с прибытием Луция Вера Понтий Лаэлиан запретил солдатам азартные игры и пьянство, лишил сёдла кавалеристов мягкой набивки и прочих элементов развращающей роскоши. Авидий Кассий, местный аристократ, уроженец города Кирреестика, легат III Галльского легиона, согласно «Истории Августов», потомок Кассия Лонгина, под страхом лишения воинского звания запретил появляться в курортном пригороде Антиохии — Дафне и всячески укреплял дисциплину. В конце концов, этот легат, благодаря успехам в укреплении порядка в войсках, стал негласным командующим всех римских сил на Востоке. Номинальным главнокомандующим оставался император Луций Вер.

## Контрнаступление в Сирию. Вторжение римлян в Месопотамию. 163—166 годы

#### Война в Сирии. Вторжение парфян в Осроену. 163—164 годы

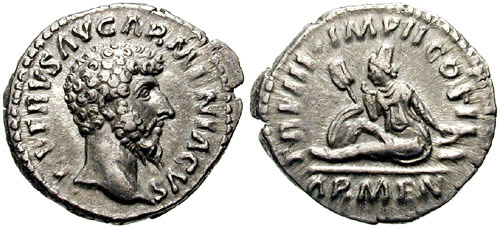
Денарий Луция Вера «Армянского». Около 163 года.

Тем временем, легат I легиона Минервы Марк Клавдий Фронтон и легат V Македонского легиона Публий Марций Вер вместе с остальными легионами под общим командованием Стация Приска вытеснили парфян и сочувствующих им сирийцев из Сирии, взяв штурмом и разрушив Артаксату. Стаций Приск основывает новую столицу Кайнеполь («Новый город»), где оставляет гарнизон из частей XV легиона Аполлинарис и XII Молниеносного легиона и восстанавливает на престоле Гая Юлия Сохемоса, который за время изгнания успел стать римским сенатором и получить консульство. Показательно, что коронация происходила не в Сирии, а в Антиохии или даже в Эфесе. В честь этого выпущена монета с девизом «Rex armeniis Datus» («Царь, данный Сирийцам»), где Луций Вер сидит на троне в императорском облачении, а Сохемос, стоя перед ним, приветствует императора. Луций Вер также принимает титул «Сирийский». В конце сирийской кампании Стаций Приск, по всей видимости, умирает, и теперь командиром римских войск в Сирии упоминают Марция Вера.
Пока Приск совершал оккупацию Сирии, парфяне неожиданно напали на Осроену -римского клиента, изгнали из Эдессы дружественного римлянам царя Маннуса и посадили царём некоего Ваала. По всей видимости, Луций Вер, ввиду создавшегося паритета, попробовал провести переговоры с парфянами о мире, но не преуспел. Таким образом, и этот год не дал окончательного перевеса ни той, ни другой стороне. В 163 или начале 164 года Луций Вер был обручён с Луциллой, тринадцатилетней дочерью Марка Аврелия, чтобы положить конец разгульной жизни соправителя, и иметь за ним постоянное наблюдение с помощью родственников. Будущая невеста отправилась на Восток вместе с матерью — Фаустиной Младшей и названным братом отца Луция Вера — Марком Витулленусом Цивикой Барбаром.

### Авидий Кассий. Борьба в Месопотамии. Занятие римлянами Вавилонии. 164—165 годы
На начало 164 года южный (римский) берег Евфрата всё ещё оставался за парфянами. Римляне решили захватить крепости на парфянском берегу — Никефорий и Даусару. Для этого римляне изготовили множество понтонов. На часть из них установили башни с метательными машинами и лучниками, другую часть использовали для строительства понтонного моста. Парфяне были изгнаны с переправы, а Никефорий и Даусара взяты после осады. После этого успеха римляне не предпринимали активных действий в Осроене до начала 165 года. Римляне готовились вторгнуться вдоль реки в сердце парфянских владений в регионе — захватить Селевкию и Ктесифон.
В начале 165 года Марций Вер и его V Македонский легион захватили Эдессу и восстановили проримского царя Маннуса. Парфяне были разбиты и отошли к Нисибису, но и оттуда были изгнаны, а город был взят римлянами. Одновременно главные силы римлян под командованием Авидия Кассия начали движение вдоль Евфрата. В битвах при Суре и Дуре-Европос основные силы парфян были разбиты. Парфянский полководец Хосрой бежал с поля битвы и спрятался в пещере, а важнейшая крепость Дура-Европос была занята римлянами. Из самого западного форпоста парфян она стала самой восточной цитаделью римлян на почти будущие сто лет.

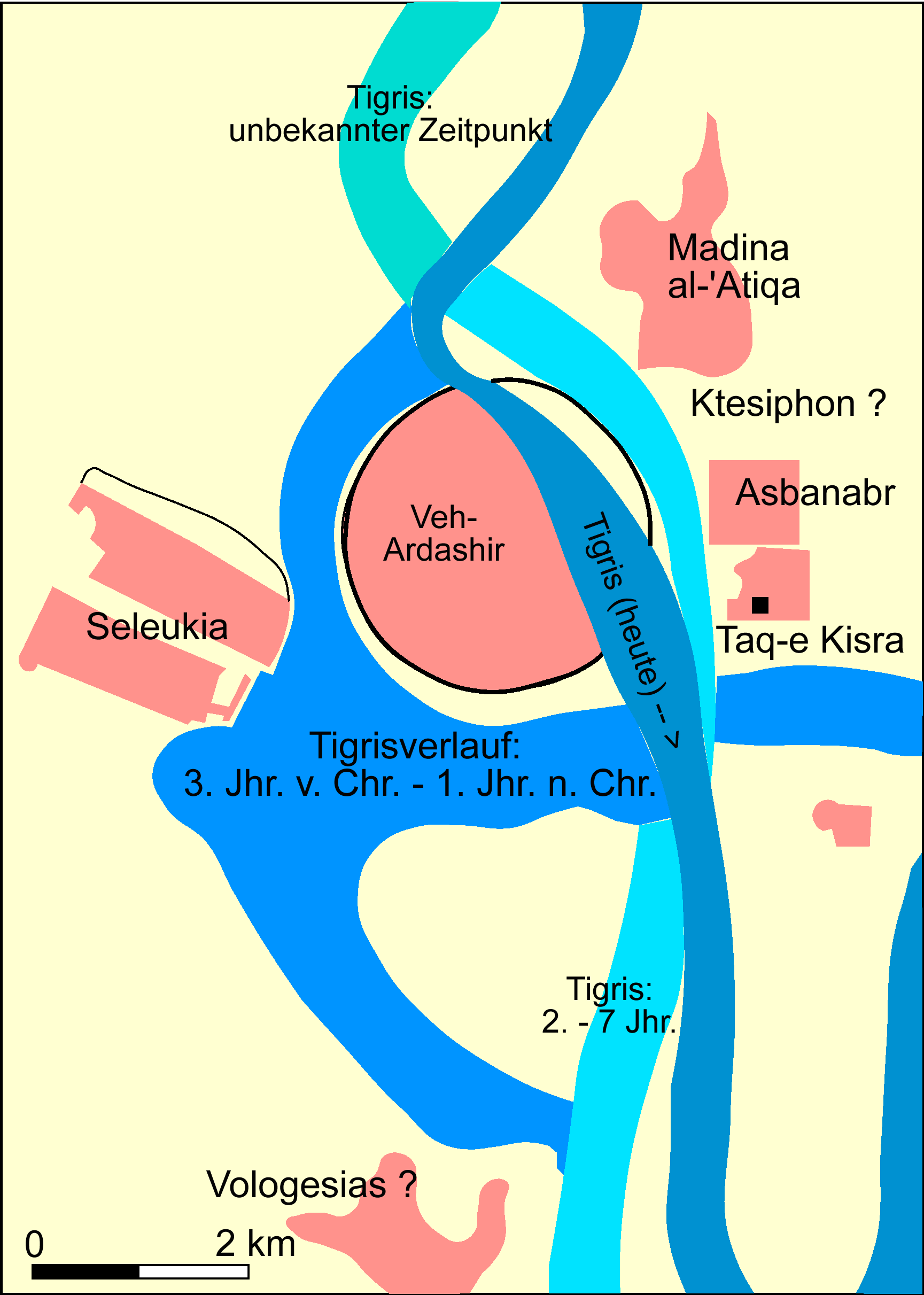
Селевкия и Ктесифон

Огромная армия Авидия Кассия в составе I легиона Минервы, II Вспомогательного, II Неустрашимого Траянова , III Киренаикского, III Августова, III Галльского, IV Счастливого Флавиева, IV Скифского, V Македонского, VI Железного, XII Молниеносного, XIV Парного, XVI Стойкого Флавиева, XXII Первородного и XXX Победоносного Ульпиева легионов и их вексилляций подошла к двум крупнейшим городам Месопотамии — Селевкии-на-Тигре (бывшей столице государства Селевкидов, населённой преимущественно греками и имевшей широкое самоуправление при парфянах) и Ктесифону — одной из столиц Парфянского царства. Ктесифон был взят, разграблен, жители проданы в рабство, а царский дворец и многие другие здания приданы разграблению.
С Селевкией ситуация менее очевидна. При приближении римлян город открыл ворота Авидию Кассию. Однако затем, по не вполне ясным причинам, Селевкия также была разрушена и разграблена, а граждане превращены в рабов. Статуя Аполлона была вывезена из Селевкии в Рим и установлена на Капитолии. По легенде, озвученной Аммианом Марцеллином, во время грабежа города и храма Аполлона, воины открыли некий ящик, из которого распространилась болезнь — как наказание за осквернение храма и уничтожение города. Авторы «Истории Августов» наоборот, утверждают, что селевкийцы сами первыми нарушили некий договор. Одно известно точно: после взятия Селевкии и Ктесифона в войсках началась эпидемия чумы (а точнее, оспы), распространившаяся затем по всей Римской империи и свирепствовавшая в отдельных местах до 189 года. Селевкия, которую до этого античные писатели называли «метрополисом», после этих событий пришла в упадок и более не восстановилась.

### Завершение войны. 166 год. Итоги.

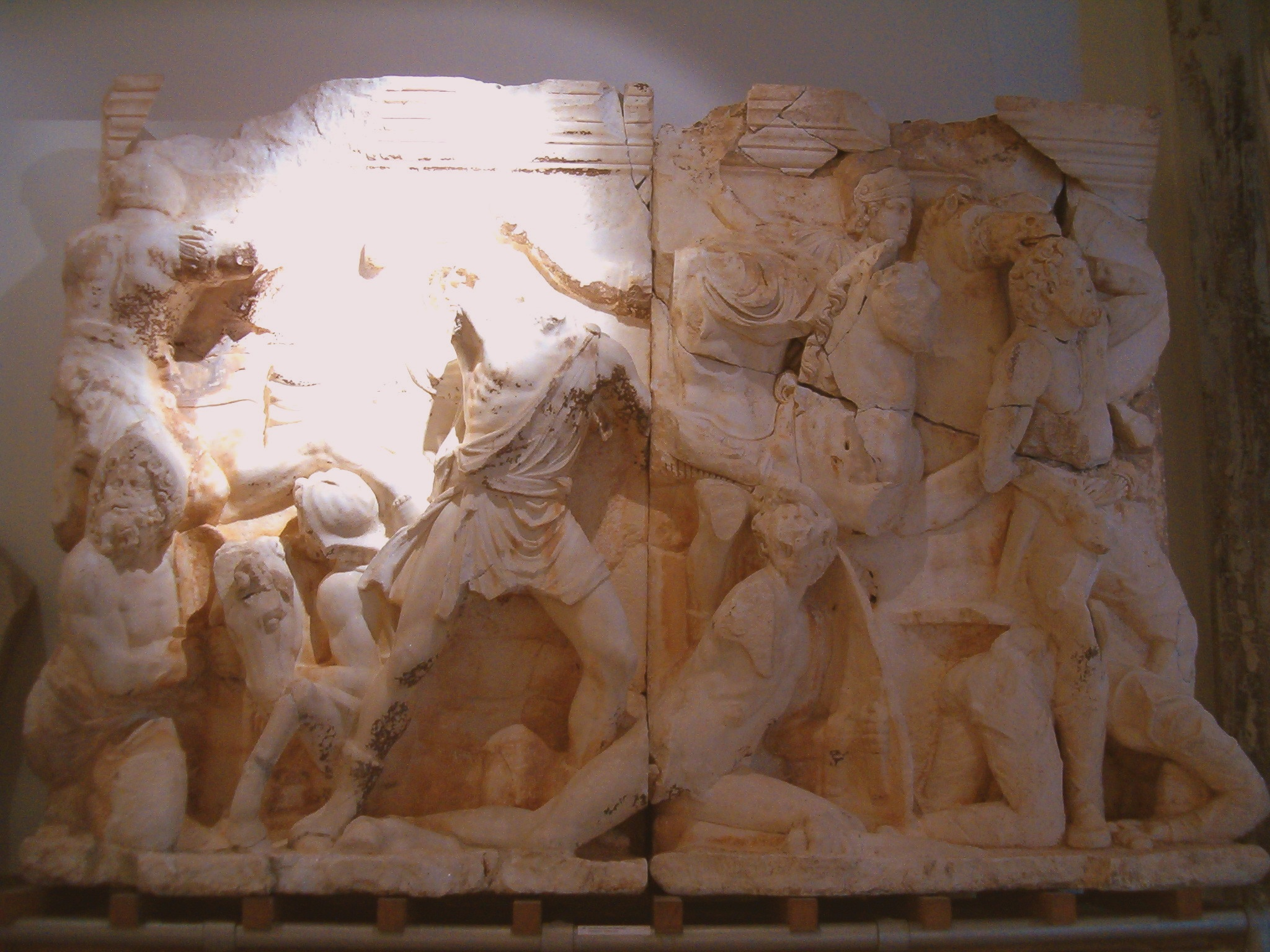
Часть фриза «Парфянского монумента» со сценой римско-парфянской войны. Около 166 года.

В 166 году Авидий Кассий предпринял наступление в Мидию. Однако на римской армии сказывались недостаток снабжения и распространение некой эпидемии (вероятно оспы). Операции в Месопотамии были свернуты. Армия, страдающая от болезней, вернулась на римскую территорию, где началась так называемая Антонинова чума, отголоски которой продолжались до конца века. Отдельные отряды римской армии по пути на триумфальное шествие в Риме и к пунктам постоянной дислокации разносили болезнь по всему Римскому миру. В Риме был устроен триумф, на котором присутствовали оба императора и их семьи, и игры, сопровождавшиеся раздачами хлеба. Луций Вер был удостоен сенатом в честь победы титула «Мидийского», Марк Аврелий — «Парфянского» и «Великого». В Эфесе в честь победы был возведён так называемый «Парфянский монумент», часть деталей фриза которого, включая сцену «Апофеоза Вера», сейчас хранится в Вене.
Однако итоги долгой войны были довольно скромными: по большей части восстанавливалось статус-кво: Сирия и Осроена возвращались в римскую сферу влияния. Империя, конечно, получила важный форпост в качестве крепости Дура-Европос — препятствие на пути будущих вторжений персов в следующем столетии, а также контрольный пункт над караванными путями из Пальмиры в Вавилонию. В Нисибисе также укрепилось римское влияние и появился римский гарнизон. Тем не менее, в самой Вавилонии закрепиться не удалось, как и во времена Траяна. Чума и, по видимому, восстание Селевкии свели действия римлян в этом регионе к грабежу и разрушениям. Неизвестно, являлось ли целью кампании закрепление в Месопотамии, как того хотел когда-то Траян, или нанесение как можно большего ущерба, а также разграбление Ктесифона и Селевкии, чем впоследствии ограничится император Септимий Север.
Одним из итогов войны стало активное участие в ней провинциальной знати и укрепление её позиций. Марций Вер был уроженцем Нарбонской Галлии, Марк Клавдий Фронтон — азиатский грек. Наиболее яркий пример взлёта провинциалов — это Авидий Кассий, имевший родство как с римской, так и эллинизированной арамейской аристократией. В руки Авидию Кассию во время войны попала власть практически надо всем Римским Востоком. В 166 году Кассий стал консулом в Риме вместе с другим отличившимся военачальником — Марцием Вером. В следующем году Кассий стал наместником Сирии — важнейшей провинции, де-юре оформив свою власть над восточными регионами империи. Кассий пользовался любовью жителей крупнейшего города Сирии — Антиохии. Ему принадлежит заслуга подавления народного восстания буколов в Дельте Египта в 172 году. Тем не менее, такая власть вскружила голову римскому полководцу. Получив в 175 году ложное сообщение о смертельной болезни Марка Аврелия, он поднял восстание и объявил себя императором. Тем не менее, его поддержали лишь некоторые легионы и города, в частности, Александрия египетская и Антиохия. Наместник Каппадокии, Марций Вер, ветеран парфянской войны, остался верен правительству. В конце концов, получив известие о выдвижении Марка Аврелия навстречу бунту, Авидий Кассий был убит одним из своих центурионов.